# Неживенць (Поморське воєводство)
Неживенць (пол. Nieżywięć) — село в Польщі, у гміні Члухув Члуховського повіту Поморського воєводства.
Населення — 426 осіб (2011).
У 1975-1998 роках село належало до Слупського воєводства.

## Демографія
Демографічна структура станом на 31 березня 2011 року:
|          | Загалом | Допрацездатний вік | Працездатний вік | Постпрацездатний вік |
| -------- | ------- | ------------------ | ---------------- | -------------------- |
| Чоловіки | 231     | 60                 | 157              | 14                   |
| Жінки    | 195     | 48                 | 114              | 33                   |
| Разом    | 426     | 108                | 271              | 47                   |